# نادي جريميو مارينغا
نادي جريميو مارينغا (بالبرتغالية: Grêmio de Esportes Maringá‏) هو نادي كرة قدم برازيلي، تأسس عام 1961م، ويقع مقره في مدينة مارينغا.